# Calle de los Artistas
La calle de los Artistas es una vía pública de la ciudad española de Madrid, situada en el barrio de Cuatro Caminos, distrito de Tetuán.

## Descripción
La vía discurre desde la calle de Bravo Murillo hasta las inmediaciones de la del Aviador Zorita. El título lo tomó de un merendero en el que descansaban los trabajadores de las obras cercanas. Aparece descrita en Las calles de Madrid (1889) de Hilario Peñasco de la Puente y Carlos Cambronero con las siguientes palabras:

Artistas. Comienza en la calle de Bravo Murillo y sale al campo. Es de apertura moderna. Existía no ha muchos años en este terreno un merendero que se llamaba de los Artistas, por los muchos que acudían, de los que trabajaban en las obras de aquellos contornos. Llamamos artista al que profesa un arte liberal ó un arte mecánico que depende inmediatamente de las ciencias y de las artes liberales. Un arquitecto es un artista, porque sus conocimientos derívanse de las ciencias matemáticas; y un albañil es un artesano, cuyo trabajo es obra derivada del arquitecto, á quien está subordinado.
(Peñasco de la Puente y Cambronero, 1889, p. 76)